# لورنس موير
لورنس موير (بالإنجليزية: Laurence Muir)‏ هو شخصية أعمال أسترالي، ولد في 3 مارس 1925، وتوفي في 21 أبريل 2010.